# Mistrovství světa v biatlonu 2013 – závod s hromadným startem žen
Závod s hromadným startem žen na Mistrovství světa v biatlonu 2013 se konal v neděli 17. února jako v pořadí pátý ženský závod biatlonu v lyžařském středisku Vysočina Aréna. Zahájení závodu s hromadným startem proběhlo v 12:00 hodin středoevropského času. Závodu se zúčastnilo celkem 30 biatlonistů.

## Výsledky
| Pořadí | Č. | Sportovec                       | Stát      | Čas     | Střelba (L+L+S+S) | Ztráta  |
| --- | -- | ------------------------------- | --------- | ------- | ----------------- | ------- |
| Zlatá medaile | 8  | Darja Domračevová               | Bělorusko | 35:54,5 | 2 (1+0+0+1)       | —       |
| Stříbrná medaile | 2  | Tora Bergerová (yr)             | Norsko    | 36:03,2 | 2 (1+0+1+0)       | +8,7    |
| Bronzová medaile | 25 | Monika Hojniszová               | Polsko    | 36:22,1 | 1 (0+0+1+0)       | +27,6   |
| 4. | 5  | Vita Semerenková                | Ukrajina  | 36:41,1 | 2 (0+1+0+1)       | +46,6   |
| 5. | 10 | Olga Zajcevová                  | Rusko     | 36:46,6 | 2 (1+1+0+0)       | +51.2   |
| 6. | 9  | Miriam Gössnerová               | Německo   | 36:46,6 | 4 (0+1+0+3)       | +51.2   |
| 7. | 3  | Krystyna Pałková                | Polsko    | 36:55,3 | 1 (0+0+0+1)       | +1:00,8 |
| 8. | 16 | Teja Gregorinová                | Slovinsko | 36:59,0 | 2 (0+1+0+1)       | +1:04,5 |
| 9. | 12 | Marie Dorinová Habertová        | Francie   | 37:05,3 | 2 (0+0+2+0)       | +1:10,8 |
| 10. | 22 | Jana Gereková                   | Slovensko | 37:12,2 | 3 (0+1+1+1)       | +1:17,7 |
| 11. | 1  | Olena Pidhrušná                 | Ukrajina  | 37:33,4 | 2 (0+0+1+1)       | +1:38,9 |
| 12. | 28 | Weronika Nowakowská-Ziemniaková | Polsko    | 37:36,3 | 2 (1+0+0+1)       | +1:41,8 |
| 13. | 4  | Andrea Henkelová                | Německo   | 37:38,9 | 4 (1+0+2+1)       | +1:44,4 |
| 14. | 27 | Anaïs Bescondová                | Francie   | 37:45,0 | 3 (1+0+1+1)       | +1:50,5 |
| 15. | 14 | Anastasia Kuzminová             | Slovensko | 37:54,5 | 4 (1+2+1+0)       | +2:00,0 |
| 16. | 26 | Synnøve Solemdalová             | Norsko    | 38:00,2 | 5 (1+1+2+1)       | +2:05,7 |
| 17. | 7  | Kaisa Mäkäräinenová             | Finsko    | 38:01,3 | 5 (1+1+1+2)       | +2:06,8 |
| 18. | 13 | Gabriela Soukalová              | Česko     | 38:15,2 | 5 (0+3+1+1)       | +2:20,7 |
| 19. | 15 | Veronika Vítková                | Česko     | 38:19,6 | 2 (0+2+0+0)       | +2:25,1 |
| 20. | 29 | Karin Oberhoferová              | Itálie    | 38:19,9 | 4 (3+0+1+0)       | +2:25,4 |
| 21. | 17 | Jekatěrina Glazyrinová          | Rusko     | 38:23,6 | 2 (1+0+1+0)       | +2:29,1 |
| 22. | 23 | Franziska Hildebrandová         | Německo   | 38:31,8 | 2 (1+0+1+0)       | +2:37,3 |
| 23. | 11 | Olga Viluchinová                | Rusko     | 38:40,2 | 3 (1+1+0+1)       | +2:45,7 |
| 24. | 19 | Ann Kristin Flatlandová         | Norsko    | 38:49,9 | 3 (0+1+1+1)       | +2:55,4 |
| 25. | 24 | Yan Zhang                       | Čína      | 38:52,4 | 3 (0+0+0+3)       | +2:57,9 |
| 26. | 21 | Naděžda Skardinová              | Bělorusko | 38:55,6 | 3 (1+0+1+1)       | +3:01,1 |
| 27. | 18 | Magdalena Gwizdońová            | Polsko    | 39:09,5 | 6 (1+2+1+2)       | +3:15,0 |
| 28. | 20 | Marie-Laure Brunetová           | Francie   | 39.45,8 | 2 (1+1+0+0)       | +3:51,3 |
| 29. | 30 | Jekatěrina Šumilovová           | Rusko     | 44:39,3 | 5 (0+0+4+1)       | +8:44,8 |
| 30. | 6  | Valentyna Semerenková           | Ukrajina  | DNF     | 7 (2+3+2)         | +9:99,9 |
| Č. – startovní číslo závodnice, DNF – závodnice nedojela do cíle, yr – vedoucí závodnice disciplíny i hodnocení světového poháru. |    |                                 |           |         |                   |         |